# Turbulence
«Turbulence» es una canción del disc jockey y productor neerlandés Laidback Luke, con la colaboración del disc jockey estadounidense Steve Aoki. La canción cuenta con la voz del rapero estadounidense Lil Jon. El sencillo se lanzó por formato digital el 14 de mayo de 2011 en el Reino Unido. Posteriormente, fue incluido en 2012 en el álbum de Aoki, Wonderland a modo de bonus track.

## Video musical
Un video musical para acompañar el lanzamiento del sencillo se estrenó en YouTube el 8 de marzo de 2011. En él, muestra a Aoki, Luke y Jon en un concierto, con Aoki y Luke vestidos como pilotos, mientras aparecen nubes de tormenta y caen rayos.

## Formatos y remezclas
| Descarga digital (R.U.) |                           |          |  |
| N.º                     | Título                    | Duración |  |
| 1.                      | «Turbulence» (Radio Edit) | 3:01     |  |

| Descarga digital (EUA) |                           |          |  |
| N.º                    | Título                    | Duración |  |
| 1.                     | «Turbulence» (Radio Edit) | 3:48     |  |

| EP (Remixes) |                                      |          |  |
| N.º          | Título                               | Duración |  |
| 1.           | «Turbulence» (Radio Edit)            | 3:01     |  |
| 2.           | «Turbulence» (Extended Mix)          | 6:25     |  |
| 3.           | «Turbulence» (Sidney Samson Remix)   | 6:12     |  |
| 4.           | «Turbulence» (Tocadisco Remix)       | 4:59     |  |
| 5.           | «Turbulence» (D.O.D. Remix)          | 5:38     |  |
| 6.           | «Turbulence» (C6 Remix)              | 7:32     |  |
| 7.           | «Turbulence» (Sandro Silva Remix)    | 6:33     |  |
| 8.           | «Turbulence» (Oh Snap!! Remix)       | 3:48     |  |
| 9.           | «Turbulence» (Riley & Durrant Remix) | 7:00     |  |

## Posición en listas
| Lista (2011)                              | Mejor posición |
| ----------------------------------------- | -------------- |
| Australia (ARIA)                          | 37             |
| Escocia (Scottish Singles Sales Chart)    | 50             |
| Estados Unidos (Dance Digital Song Sales) | 27             |
| Global Dance Songs                        | 27             |
| Reino Unido (Official Charts Company)     | 66             |

## Historial de lanzamientos
| País        | Fecha               | Formato                     | Discográfica    | Ref.  |
| ----------- | ------------------- | --------------------------- | --------------- | ----- |
| Reino Unido | 14 de mayo de 2011  | Descarga digital - Sencillo | New State Music | [ 1 ] |
| Reino Unido | 17 de julio de 2011 | Descarga digital - EP       | New State Music |       |